# Lina Rafn
Lina Rafn Sørensen (født 12. august 1976 i København) er en dansk sanger, sangskriver og producer, og medlem af den danske dance- og popduo Infernal. Infernal har vundet to danske Grammy'er, og solgt 1,7 millioner album og singler på verdensplan. Rafn var ifølge KODA den tredje mest succesfulde kvindelige danske sangskriver i perioden 2006–2010.
Rafn er født på Nørrebro i København og vokset op i forstaden Herlev. Før hendes musikalske karriere tog fart, dansede hun både sportsdans og forskellige andre slags dans. Tidligere var hun backing vokalist for sangerinden Mirah (1994–95), og hun har danset i forskellige andre sammenhænge som: Cirkusrevyen (1993), Sound of Seduction (1993-94), utallige TV shows, film og modeshows.
Hun startede Infernal med sin daværende kæreste Paw Lagermann og Søren Haahr i 1997, som debuterede med singlen "Sorti de l'Enfer" på Kenneth Bagers pladeselskab Flex Records. Året efter kom debutalbummet Infernal Affairs, der solgte over 80.000 eksemplarer og vandt en Dansk Grammy for "Årets Dance-udgivelse". Infernal fik i 2005–06 international succes med singlen "From Paris to Berlin", der var den sjette mest solgte single i Storbritannien i 2006. Da hun startede i Infernal, var det ikke meningen, hun skulle synge, men så fik hun nogle sangtimer og er blevet sangerinde. I 2008 udtalte Rafn om sit syn på sig selv som sangerinde: "Jeg har aldrig bildt mig ind, at jeg var Celine Dion eller Whitney Houston. Jeg synger til husbehov, men jeg har noget på hjerte."
I 2007 fik Rafn en del opmærksomhed for sin kamp for at kunne trække sine kostumer og make-up fra i skat. Efter at have tabt sagen ved Østre Landsret var hun til et møde med skatteminister Kristian Jensen, og Dansk Musiker Forbund overtog sagen og ankede dommen til Højesteret. I august 2010 stadfæstede Højesteret dommen fra 2007.
I 2008 medvirkede Rafn som dommer i første sæson af den danske sangkonkurrence X Factor på DR1, hvor hun var dommer sammen med Thomas Blachman og Remee. I den følgende sæson i 2009 var hun mentor for vinderen Linda Andrews. Grundet bl.a. graviditet holdt hun efterfølgende pause fra programmet frem til 2014, hvor hun igen var dommer på programmet sammen med Blachman og Remee. Hun var dommer på programmet i to sæsoner inden hun i 2016 måtte melde fra grundet turne med Infernal.
I 2018 deltog hun i første sæson af TV 2s underholdningsprogram Stormester.
Siden 2014 har Rafn været en af ejerne af Danmarks største natklub, Klosteret.

## Privat
Som barn var hun stor fan af Shu-bi-dua og hørte meget af deres musik på kassettebånd.
Rafn har siden 1998 dannet par med Kasper Pertho. Parret har sammen datteren, Karmen (f. 2010). Parret er bosat i Valby.